# كهوف تو لان

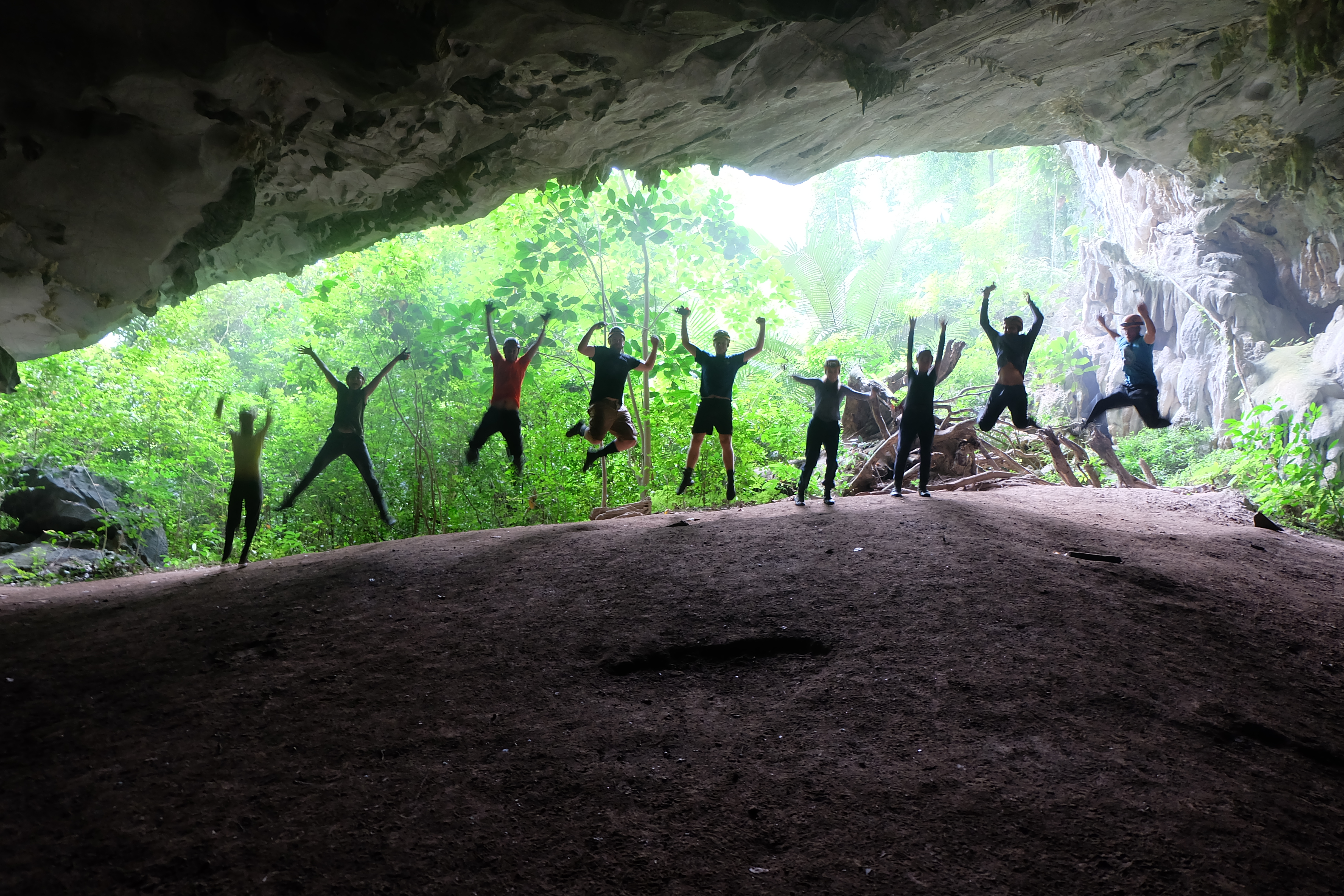
تحرير

كهوف تو لان هي عبارة عن مجموعة كهوف تقع في محافظة كوانغ بنه في فيتنام. تبعد 70 كم إلى الشمال الغربي من متنزه فونك نها - كه بانغ القومي.

## نبذة
تضم المجموعة أكثر من عشرة كهوف العديد منها يحتوي على صواعد ونوازل الكهوف. بعض تلك الكهوف تم اكتشافها سنة 1992 م وأعيد استكشافها بشكل أكبر سنة 2012 م. كما شهدت الجبال المحيطة بمنطقة الكهوف تصوير فيلم «كونغ: جزيرة الجمجمة».